# Peter Laird
Peter Laird, född 27 januari 1954 i North Adams i Massachusetts, är en serieskapare från USA som 1984 tillsammans med Kevin Eastman startade serien Teenage Mutant Ninja Turtles. Den 1 juni år 2000 köpte Peter Laird och Miragegruppen allt Kevin Eastmans delägande i TMNT-rättigheterna, förutom en liten del som köptes ut den 1 mars 2008.
Peter Laird är kompis med Stan Sakai, vars seriefigur Usagi Yojimbo även medverkat i TMNT.